# Daejeon World Cup Stadium
Daejeon World Cup Stadium er et fodboldstadion i Daejeon i Sydkorea. Stadionet, som blev brugt under VM i fodbold 2002, har en kapacitet på 41 295 personer.

## Kampe i VM i fodbold 2002
- Gruppespil, 12. juni 2002: Sydafrika – Spanien 2–3
- Gruppespil, 14. juni 2002: Polen – USA 3–1
- Ottendedelsfinale, 18. juni 2002: Sydkorea – Italien 2–1 på golden goal